# Li Dan (gymnastique)
Dans ce nom chinois, le nom de famille, Li, précède le nom personnel.
Pour les articles homonymes, voir Li Dan.
Li Dan (chinois : 李丹), née le 19 septembre 1988 dans la province du Guangdong, est une gymnaste trampoliniste chinoise. 

## Biographie
Li Dan commence la compétition en 1999 et intègre l'équipe nationale chinoise de trampoline en 2005.
Elle remporte aux Championnats du monde de 2009 à Saint-Pétersbourg  deux médailles d'or, l'une par équipe et l'autre en trampoline synchronisé avec Zhong Xingping. Championne du monde en trampoline individuel en Championnats du monde de 2010 à Metz, elle obtient deux nouvelles médailles à Birmingham lors des Mondiaux de 2011, l'une en bronze en trampoline individuel et l'autre en or par équipe.
Aux Jeux mondiaux 2013, elle remporte la médaille d'argent en trampoline synchronisé, avec Zhong Xingping.